# Tropeognathus
Tropeognathus je rod velikih južnoameričkih pterosaura iz perioda kasne krede. Pripadao je porodici Ornithocheiridae (alternativno Anhangueridae), grupi pterosaura poznatih po kljunu s neobičnom kružnom strukturom na vrhu, a bio je u bliskom srodstvu s vrstama roda Anhanguera. Najpoznatija vrsta je Tropeognathus mesembrinus, iako je poznata i druga, Tropeognathus robustus.

## Otkriće i naziv
Tijekom 1980-ih njemački je Bayerische Staatssammlung für Paläontologie und historische Geologie u Münchenu od brazilskih trgovaca fosilima pribavio lubanju pterosaura, koja je vjerojatno pronađena u Ceari, na području Chapada do Araripe. Peter Wellnhofer mu je 1987. dao naziv i opisao ga kao tipičnu vrstu Tropeognathus mesembrinus. Naziv roda dobiven je od grčkog τρόπις, tropis, "kobilica", i γνάθος, gnatos, "čeljust". Naziv vrste potječe iz grčkog mesembrinos, "od podneva", "južno", što se odnosi na to da potječe iz južne hemisfere.
Holotip, BSP 1987 I 46, otkriven je u jednom sloju člana Romualdo formacije Santana, koji je nastao u periodu od aptija do albija. Sastoji se od lubanje s donjom čeljusti. André Jacques Veldmeijer je 2002. opisao drugi primjerak, SMNS 56994, koji se sastojao od nepotpune donje čeljusti. Alexander Wilhelm Armin Kellner je 2013. opisao treći primjerak većih dimenzija, MN 6594-1, koji se sastojao od kostura s lubanjom; veći dio svih dijelova tijela bio je prisutan, s izuzetkom repa i donjeg dijela zadnjih udova.
Nakon što je Peter Wellnhofer 1987. dao naziv vrsti Tropeognathus mesembrinus, drugi istraživači često su je smatrali dijelom nekoliko drugih rodova, zbog čega je došlo do ogromne zabune u pogledu taksonomije. Alexander Kellner ju je 1989. smatrao kao Anhanguera mesembrinus, Veldmeijer 1998. kao Coloborhynchus mesembrinus, a Michael Fastnacht 2001. kao Criorhynchus mesembrinus. David Unwin je 2001. priključio materijal roda Tropeognathus vrsti Ornithocheirus simus, učinivši Tropeognathus mesembrinus mlađim sinonimom,iako je 2003. ponovo uveo vrstu Ornithocheirus mesembrinus. Veldmeijer je 2003. prihvatio da su Tropeognathus i Ornithocheirus bili kogenerični, ali je, odbacivši O. simus kao tipičnu vrstu roda Ornithocheirus u korist O. compressirostris (koju je Unwin nazvao Lonchodectes), koristio nazive Criorhynchus simus i Criorhynchus mesembrinus. Kellner je 2000. ponovo počeo koristiti prvobitni naziv, Tropeognathus mesembrinus. Taissa Rodrigues i Kellner su 2013. zaključili da je rod Tropeognathus validan i da sadrži samo jednu vrstu, T. mesembrinus.
Wellnhofer je 1987. dao naziv drugoj vrsti, Tropeognathus robustus, koja se temelji na primjerku BSP 1987 I 47, s jače građenom donjom čeljusti. Danas se više ne smatra kogeneričnom s Tropeognathus mesembrinus.

## Opis
Tropeognathus mesembrinus je dosezao raspon krila od 8,2 m, kao što se može zaključiti po veličini primjerka MN 6594-1. T. mesembrinus je imao karakterističnu konveksnu krestu i s gornje i donje strane vrha čeljusti. Ona na gornjoj čeljusti uzdizala se od vrha njuške i protezala se natrag do fenestra nasoantorbitalis, velikog otvora sa strana lubanje. Postojala je i manja kresta na donjoj čeljusti, koja se nalazila na mjestu simfize lijeve i desne strane čeljusti. Dok su mnogi Ornithocheiridae imali malene, kružne koštane kreste na stražnjem dijelu lubanje, iste su bile izrazito velike i razvijene kod Tropeognathusa. Prvih pet prsnih kralježaka spojeni su u "notarium". Pet križnih kralježaka spojeno je u sinsakrum. Treći i četvrti križni kralježak su grebenasti. Prednja lopatica os ilii snažno je usmjerena prema gore.

## Klasifikacija
Wellnhofer je 1987. priključio rod Tropeognathus porodici Tropeognathidae. Ostali nisu prihvatili taj koncept; brazilski istraživači svrstavaju Tropeognathus mesembrinus u Anhangueridae, dok njihovi evropski kolege preferiraju Ornithocheiridae.

## U popularnoj kulturi
Tropeognathus mesembrinus je bio predmet jedne čitave epizode u više puta nagrađivanoj BBC-jevoj TV seriji Walking with Dinosaurs (iako je predstavljen kao Ornithocheirus mesembrinus). U Walking with Dinosaurs: A Natural History, dodatnoj knjizi napravljenoj uz tu seriju, tvrdilo se da nekoliko velikih fragmenata kosti iz formacije Santana u Brazilu ukazuju na to da je O. mesembrinus možda imao raspon krila od gotovo 12 metara i težinu od 100 kg, što bi ga činilo jednim od najvećih poznatih pterosaura. Međutim, najveći primjerak Ornithocheirus mesembrinus opisan u to vrijeme imao je raspon krila od 6 m. Primjerci kojima su redatelji opravdali tako visoku procjenu opisani su 2012. godine, a za vrijeme stvaranja Šetnje s dinosaurima istraživali su ih Dave Martill i Heinz Peter Bredow. U konačnom opisu tih ostataka iznesen je maksimalni raspon krila od 8,26 m. Bredow je izjavio da ne smatra visokom procjenom, za koju se BBC odlučio, tačnom, te da su režiseri vjerojatno odabrali najveću moguću veličinu zato što je bila "spektakularnija". Ipak, primjerak MN 6594-V pronađen 2013. godine, s obzirom na to koliko je potpun, predstavlja najveći primjerak pterosaura ikada pronađen.